# Tikiodon
Tikiodon — вимерлий рід ссавцеподібних тварин, що жив на території сучасної Індії в пізньому тріасі. Його тип і єдиний вид — Tikiodon cromptoni, який відомий з одного нижнього зуба після ікла, виявленого в формації Тікі в Мадх'я-Прадеш.

## Етимологія
Родова назва Tikiodon походить від формації Tiki, яка сама названа на честь сусіднього села Tiki, і грецького слова odon, що означає «зуб». Видовий епітет cromptoni є посиланням на південноафриканського палеонтолога Альфреда В. Кромптона.